# Stefan Herzig

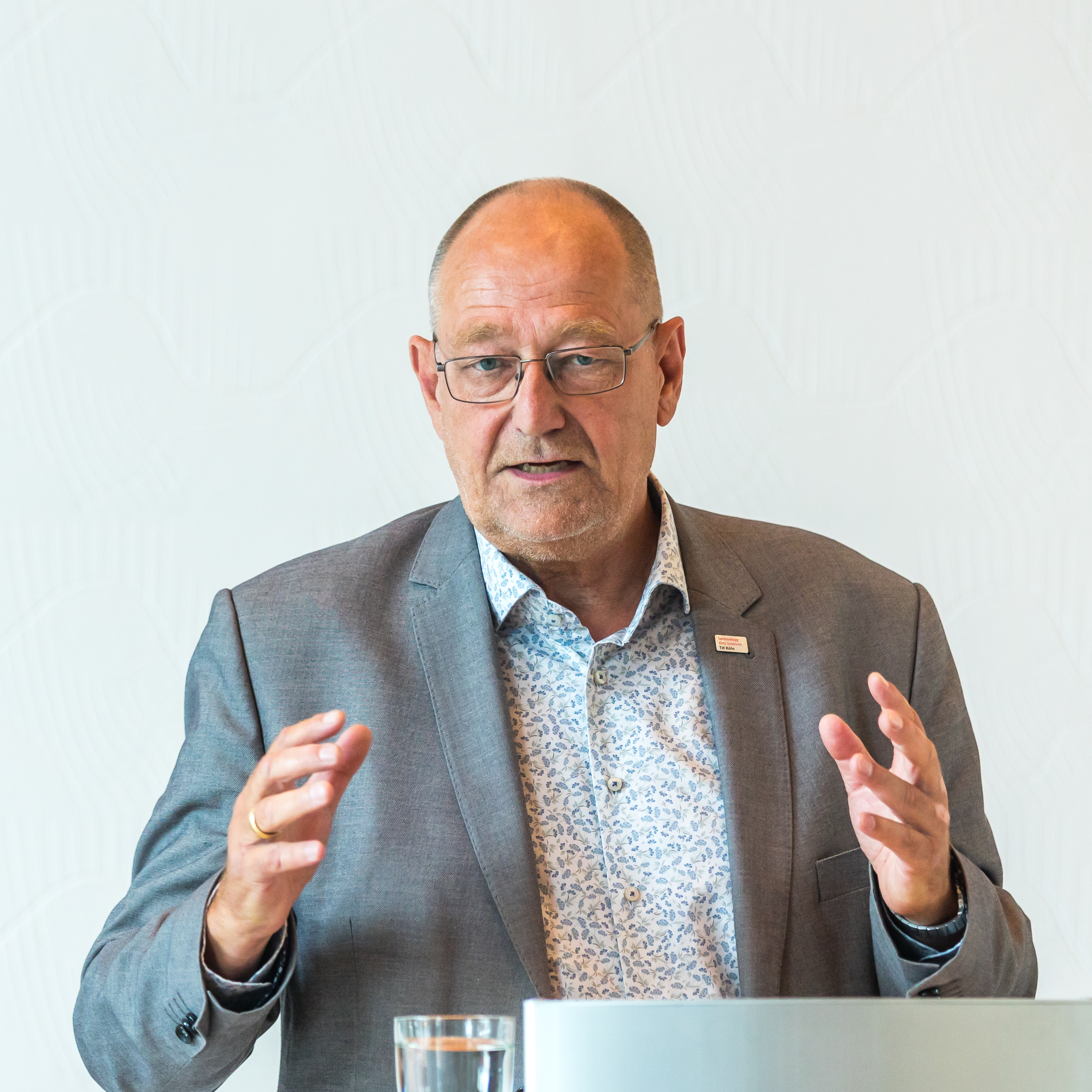
Stefan Herzig, 2024

Stefan Herzig (* 1957 in Kiel) ist ein deutscher Humanmediziner, Pharmakologe und Ausbildungsforscher. Er war vom 1. Mai 2018 bis 30. April 2024 Präsident der Technischen Hochschule Köln.

## Leben
Stefan Herzig studierte Humanmedizin in Marburg und Kiel und promovierte 1984 an der Christian-Albrechts-Universität zu Kiel (CAU Kiel) zum Dr. med. Nach einem Research Fellowship als DFG-Stipendiat an der Johns-Hopkins University in Baltimore, USA, habilitierte er sich 1992 im Fach Pharmakologie an der CAU Kiel. 1995 nahm er einen Ruf als Professor für Pharmakologie an die Universität zu Köln an. Neben der fachwissenschaftlichen Arbeit in der Medizin und Pharmakologie beschäftigt er sich intensiv mit Medizinischer Ausbildungsforschung und -entwicklung. Nach Abschluss des Postgraduiertenstudiums Master of Medical Education an der Universität Bern, Schweiz, war er von 2003 bis 2007 Studiendekan der Medizinischen Fakultät der Universität zu Köln und führte dort den von ihm konzipierten Modellstudiengang Medizin ein. 2006 übernahm Stefan Herzig die kommissarische Leitung des Instituts für Pharmakologie. Zudem leitete er das 2009 von der Universität zu Köln in Kooperation mit der Bayer AG gegründete Graduiertenprogramm Pharmakologie und Therapieforschung. Von 2011 bis 2018 war er Prorektor für Lehre und Studium im Rektorat der Universität zu Köln, zunächst nebenamtlich, ab 2015 hauptberuflich.
Stefan Herzig war darüber hinaus in weiteren Funktionen für die Wissenschaft aktiv, so u. a. von 2003 bis 2006 als Vorstandsmitglied der Gesellschaft für Medizinische Ausbildung, von 2007 bis 2011 als Vorsitzender der Arzneimittelkommission der Universität zu Köln und von 2012 bis 2017 als Stellvertretender Vorstand der Landesakademie für Medizinische Ausbildung NRW e.V. Von 2009 bis 2016 war er Arbeitspaketverantwortlicher im Nationalen Kompetenzbasierten Lernzielkatalog des Medizinischen Fakultätentages und der Gesellschaft für Medizinische Ausbildung. Von 2012 bis 2018 war er zudem Mitglied des Kuratoriums des Mercator-Instituts für Sprachförderung der Universität zu Köln und von 2014 bis 2018 Mitglied des Stiftungsrates der Zentralbibliothek für Medizin (ZB MED). Von 2015 bis 2018 war er Sprecher der AG Prorektoren in der Landesrektorenkonferenz NRW und Aufsichtsratsvorsitzender der University of Cologne Executive School gGmbH. Seit 2008 ist Stefan Herzig Mitglied der Ethikkommission der Uniklinik Köln.
Stefan Herzig ist neben seinem Engagement im Inland auch Mitglied in internationalen Fachgesellschaften und Verbänden und hat wissenschaftliche Fachartikel veröffentlicht. Zudem war er u. a. bis 2016 Herausgeber des Naunyn Schmiedeberg’s Archives of Pharmacology und bis 2017 Herausgeber der Rubrik „Der Arzneistoff“ der Deutschen Medizinischen Wochenschrift.
Stefan Herzig ist verheiratet und Vater dreier Kinder.